# Clark Hopkins
Pour les articles homonymes, voir Hopkins.
Clark Hopkins est un archéologue américain, né en 1895  à New York et mort en 1976. Il était professeur d'art et d'archéologie classique à l'Université du Michigan.

## Biographie
Clark Hopkins est surtout connu pour ses travaux sur deux sites : à Doura Europos, il était directeur de la fouille en 1932-1933 lorsque la mission franco-américaine fit la découverte extraordinaire de la synagogue. Il a laissé dans plusieurs articles et dans un ouvrage posthume, The Discovery of Dura-Europos, publié en 1979, le récit circonstancié de cette découverte qui allait révolutionner les conceptions de l'art juif et chrétien : 

« C'était comme dans un rêve ! Dans l'espace infini du ciel bleu clair et du désert gris et vide, un miracle se produisait, une oasis de peintures surgissait de la terre monotone. »

Ce n'est toutefois pas à lui, mais au codirecteur français de la fouille, Robert du Mesnil du Buisson, qui était l'orientaliste de l'expédition, qu'il revint de publier le premier les fresques. Si Clark Hopkins coécrivit le rapport préliminaire de fouilles, le rapport final fut publié en 1956 par Carl Herman Kraeling.
Clark Hopkins a également dirigé pour le compte de l'Université de Michigan la dernière campagne de fouille à Séleucie du Tigre, en Irak.